# Mammillaria gigantea
Mammillaria gigantea ist eine Pflanzenart aus der Gattung Mammillaria in der Familie der Kakteengewächse (Cactaceae). Das Artepitheton gigantea stammt aus dem Lateinischen und bedeutet ‚enorm groß‘ und bezieht sich auf die Größe der Pflanze.

## Beschreibung
Mammillaria gigantea wächst niedergedrückt, fast kuchenförmig am Scheitel oft etwas eingesenkt und mit weißem Wollfilz bekleidet. Der blau-grüne Pflanzenkörper wird mit den dicht gestellten Warzen 9 bis 10 Zentimeter hoch und 15 bis 17 Zentimeter im Durchmesser groß. Die Warzen führen Milchsaft. Die Axillen sind mit weißer Wolle besetzt. Die bis zu 12 feinnadlige, geraden und weißen  Randdornen sind mit bis zu 3 Millimeter sehr klein. Die 4 bis 6 Mitteldornen sind meist gekrümmt und sehr kräftig. Der unterste wird bis zu 2 Zentimeter lang. Im Neutrieb sind die Mitteldornen gelbbraun mit dunkler Spitze, später sind sie gelblich, weiß bis hornfarben am Grunde rötlich.
Die Blüten erscheinen wie bei allen Mammillarien im Kranz. Sie sind grüngelb und erreichen eine Größe wie auch Durchmesser von 15 Millimeter. Die Früchte sind rosa bis grünlich. Die Samen sind braun.

## Verbreitung, Systematik und Gefährdung
Mammillaria gigantea ist in dem mexikanischen Bundesstaaten Guanajuato, Durango, San Luis Potosí und Querétaro in Gebirgsregionen zwischen 1750 und 2400 Meter verbreitet.
Die Erstbeschreibung erfolgte 1898 durch Karl Moritz Schumann.  Ein nomenklatorisches Synonym ist Neomammillaria gigantea (Hildm. ex K.Schum.) Britton & Rose (1923).
In der Roten Liste gefährdeter Arten der IUCN wird die Art als „Data Deficient (DD)“, d. h. mit keinen ausreichenden Daten geführt.

## Nachweise